# Салтыков, Михаил Иванович
Михаи́л Ива́нович Салтыко́в (1906 — 1 ноября 1975, Москва, РСФСР) — советский государственный деятель, народный комиссар лесной промышленности СССР (1941—1946), министр лесной промышленности СССР (1946—1947).

## Образование
В 1937 г. окончил Ленинградскую лесотехническую академию. Профессор.

## Биография
В 1920—1923 гг. — рабочий трудовой артели «серп» д. Овсяниково Владимирского уезда Владимирской губернии, в 1923—1927 гг. — рабочий 13-го участка службы пути станции Головино Владимирской губернии. В 1927—1929 гг. — рабочий Неклюдовского лесозавода Владимирской губернии, в 1929—1931 гг. — рабочий, техник по лесозаготовкам Гусевского леспромхоза, г. Гусь-Хрустальный.
- 1931 гг. — директор Некмодовского лесозавода Владимирской губернии,
- 1931—1932 гг. — заместитель директора завода «Свобода», г. Рыбинск (Ярославская область),
- 1932 г. — директор лесозавода № 6 ст. Братановка, Ивановская область,
- 1937—1938 гг. — инструктор, заведующий отделом школ и вузов Выборгского районного комитета ВКП(б), (Ленинград),
- 1938—1939 гг. — управляющий трестами Онеголес и Северолес (Архангельск),
- 1939—1940 гг. — народный комиссар лесной промышленности РСФСР,
- 1940—1941 гг.  — первый заместитель наркома лесной промышленности СССР,
- 1940—1947 гг. — и. о. народного комиссара, народный комиссар, министр лесной промышленности СССР,
- 1947—1952 гг. — директор Ленинградской лесотехнической академии,
- 1953 г. — начальник цеха Московской мебельной фабрики № 2,
- 1953—1954 гг. — главный инженер мебельной фабрики (Москва),
- 1954—1962 гг. — доцент, заведующий кафедрой экономики лесотехнического института (Мытищи),
- 1962—1965 гг. — начальник отдела Государственного комитета по координации научно-исследовательских работ СССР,
- 1965—1970 гг. — начальник отдела Государственного комитета Совета Министров СССР по науке и технике.

С марта 1970 г. персональный пенсионер союзного значения.
Депутат Верховного Совета СССР 2 созыва.

## Награды и звания
- орден Ленина